# Gustave Olivier
Gustave Olivier – francuski kierowca wyścigowy.

## Kariera
W wyścigach samochodowych Olivier startował głównie w wyścigach zaliczanych do klasyfikacji Mistrzostw Świata Samochodów Sportowych. W latach 1953-1955 Francuz pojawiał się w stawce 24-godzinnego wyścigu Le Mans. W drugim sezonie startów odniósł zwycięstwo w klasie S 1.1, a w klasyfikacji generalnej był czternasty. Rok później uplasował się na siódmej pozycji w klasie S 1.5.